# 亚洲和太平洋地区世界遗产列表
亚洲和太平洋地区世界遗产列表目前包括36个亚太地区各国家的世界遗产。由于联合国教科文组织根据文化圈进行区域划分，此处的“亚洲”不包括西亚的阿拉伯国家，也不包括被列入欧洲和北美地区的俄罗斯、土耳其、塞浦路斯、以色列、及外高加索三国。
在列表中，文代表文化遗产，自代表自然遗产，自文代表双重遗产。
国家順序参照联合国教科文组织官方的世界遗产列表 （页面存档备份，存于）排列，基本按照国家英文/法文名称的首字母排列；個別国家遗产项目依照列入世界遗产时间排列,但由於官方排列顺序时有变化，所以可能与當前官方顺序不一致。
说明：依照联合国教科文组织的划分 （页面存档备份，存于），世界遗产所在地区共分为五类：
- 非洲（/）
- 亚洲和太平洋地区（/）
- 阿拉伯国家（/）
- 欧洲和北美地区（/）
- 拉丁美洲和加勒比地区（/）

本列表显示的是其中亚洲和太平洋地区类别下的世界遗产。

## 阿富汗（2項）
2項文化遺產
- 查姆回教寺院尖塔和考古遗址（文，2002年）
- 巴米揚谷的文化景觀和考古遺址（文，2003年）

## （21项）
5项文化遗产
- 皇家展览馆和卡尔顿园（文，2004年）
- 悉尼歌剧院（文，2007年）
- 澳大利亚监狱遗址（文，2010年）
- 布吉必姆文化景观（文，2019年）
- 穆鲁朱加（英语：Burrup Peninsula）文化景观（文，2025年）

12项自然遗产
- 大堡礁（自，1981年）
- 豪勋爵群岛（自，1982年）
- 澳大利亚的冈瓦纳雨林（自，1986年，1994年）
- 昆士兰湿热带地区（自，1988年）
- 西澳大利亚的鯊魚灣（自，1991年）
- 弗雷澤島（自，1992年）
- 澳大利亚哺乳动物化石地点群（英语：Australian Fossil Mammal Sites (Riversleigh / Naracoorte)）（里弗斯利/纳拉库特）（自，1994年）
- 赫德岛和麦克唐纳群岛（自，1997年）
- 麦夸里岛（自，1997年）
- 大蓝山山脉地区（自，2000年）
- 波奴魯魯國家公園（自，2003年）
- 宁格罗海岸（自，2011年）

4项双重遗产
- 卡卡杜国家公园（自文，1981年，1987年，1992年）
- 威兰德拉湖区（自文，1981年）
- 塔斯马尼亚荒野（自文，1982年，1989年）
- 烏魯魯－卡塔丘塔國家公園（自文，1987年，1994年）

## （3项）
2项文化遗产
- 伯杰尔霍德市清真寺（文，1985年）
- 帕哈尔普尔的佛教毗诃罗遗址（文，1985年）

1项自然遗产
- 孙德尔本斯国家公园（自，1997年）

## 柬埔寨（5项）
5项文化遗产
- 吴哥古迹（文，1992年）
- 柏威夏寺（文，2008年）
- 三波雷卡寺（文，2017年）
- 贡开（英语：Koh Ker）（文，2023年）
- 柬埔寨纪念地：从压迫中心到和平与反思之所（文，2025年）

## 中国（60项）
41项文化遗产
（其中1项文化遗产与哈萨克斯坦、吉尔吉斯斯坦共有）
- 长城（文，1987年）
- 北京及瀋陽的明清皇家宮殿（文，1987年，2004年）
- 莫高窟（文，1987年）
- 秦始皇陵及兵马俑坑（文，1987年）
- 周口店北京人遗址（文，1987年）
- 承德避暑山庄及其周围寺庙（文，1994年）
- 曲阜的孔庙、孔林、孔府（文，1994年）
- 武当山古建筑群（文，1994年）
- 拉薩布達拉宮歷史建築群（文，1994年，2000年，2001年）
- 庐山国家公园（文，1996年）
- 丽江古城（文，1997年）
- 平遥古城（文，1997年）
- 苏州古典园林（文，1997年，2000年）
- 北京皇家园林－颐和园（文，1998年）
- 北京皇家祭坛－天坛（文，1998年）
- 大足石刻（文，1999年）
- 青城山 - 都江堰（文，2000年）
- 皖南古村落 - 西递、宏村（文，2000年）
- 龙门石窟（文，2000年）
- 明清皇家陵寝（文，2000年，2003年，2004年）
- 云冈石窟（文，2001年）
- 高句丽王城、王陵及贵族墓葬（文，2004年）
- 澳門歷史城區（文，2005年）
- 殷墟（文，2006年）
- 開平碉樓與村落（文，2007年）
- 福建土楼（文，2008年）
- 五台山（文，2009年）
- 登封“天地之中”历史建筑群（文，2010年）
- 杭州西湖文化景观（文，2011年）
- 元上都遗址（文，2012年）
- 红河哈尼梯田文化景观（文，2013年）
- 大运河（文，2014年）
- 丝绸之路：长安-天山廊道路网（文，2014年，与哈萨克斯坦、吉尔吉斯斯坦共有）
- 土司遺址（文，2015年）
- 左江花山岩画文化景观（文，2016年）
- 鼓浪屿：历史国际社区（文，2017年）
- 良渚古城遗址（文，2019年）
- 泉州：宋元中国的世界海洋商贸中心（文，2021年）
- 普洱景迈山古茶林文化景观（文，2023年）
- 北京中轴线：中国理想都城秩序的杰作（文，2024年）
- 西夏陵（文，2025年）

15项自然遗产
- 九寨沟风景名胜区（自，1992年）
- 黄龙风景名胜区（自，1992年）
- 武陵源风景名胜区（自，1992年）
- 云南三江并流保护区（自，2003年）
- 四川大熊猫栖息地——卧龙、四姑娘山和夹金山脉（自，2006年）
- 中國南方喀斯特（自，2007年，2014年）
- 三清山国家公园（自，2008年）
- 中国丹霞（自，2010年）
- 澄江化石地（自，2012年）
- 新疆天山（自，2013年）
- 湖北神农架（自，2016年）
- 青海可可西里（自，2017年）
- 梵净山（自，2018年）
- 中国黄（渤）海候鸟栖息地（自，2019年，2024年）
- 巴丹吉林沙漠——沙山湖泊群（自，2024年）

4项双重遗产
- 泰山（自文，1987年）
- 黄山（自文，1990年）
- 峨眉山 - 乐山大佛（自文，1996年）
- 武夷山（自文，1999年）

## 斐济（1项）
1项文化遗产
- 历史海港城镇莱武卡（文，2013年）

## 印度（44项）
36项文化遗产
（其中1项与法国、瑞士、比利时、德国、阿根廷、日本共有）。
- 阿旃陀石窟群（文，1983年）
- 埃洛拉石窟群（文，1983年）
- 阿格拉古堡（文，1983年）
- 泰姬陵（文，1983年）
- 科纳拉克太阳神庙（文，1984年）
- 默哈伯利布勒姆古迹群（英语：Group of Monuments at Mahabalipuram）（文，1984年）
- 果阿的教堂和会院（文，1986年）
- 克久拉霍古迹组群（文，1986年）
- 亨比古迹组群（文，1986年）
- 法塔赫布尔西格里（文，1986年）
- 帕塔达卡尔古建筑群（文，1987年）
- 象岛石窟（文，1987年）
- 朱罗王朝现存的神庙（英语：Great Living Chola Temples）（文，1987年，2004年）
- 桑吉的佛教古迹（文，1989年）
- 德里的胡马雍陵（文，1993年）
- 德里的顾特卜塔及其古建筑（英语：Qutb Minar and its Monuments, Delhi）（文，1993年）
- 印度山地铁路（文，1999年，2005年，2008年）
- 菩提伽耶的摩诃菩提寺建筑群（文，2002年）
- 比莫贝特卡石窟（文，2003年）
- 尚庞–巴瓦加德考古公园（文，2004年）
- 贾特拉帕蒂·希瓦吉终点站（原维多利亚终点站）（文，2004年）
- 红堡建筑群（文，2007年）
- 斋浦尔的简塔·曼塔（文，2010年）
- 拉贾斯坦邦的山地要塞（文，2013年）
- 古吉拉特邦帕坦县皇后阶梯井（文，2014年）
- 那烂陀寺考古遗址（文，2016年）
- 勒·柯布西耶的建筑作品（文，2016年，与法国、瑞士、比利时、德国、阿根廷、日本共有）
- 艾哈迈达巴德历史城区（文，2017年）
- 孟买维多利亚的哥特式和艺术装饰合奏（文，2018年）
- 拉贾斯坦邦的斋浦尔（文，2019年）
- 特伦甘纳邦的卡卡提亚王朝卢德什瓦拉（拉玛帕）神庙（文，2021年）
- 多拉维拉：哈拉帕文明古城（文，2021年）
- 曷萨拉王朝神庙群（文，2023年）：贝鲁尔、哈勒比杜
- 桑蒂尼盖登（文，2023年）
- 马伊达姆—阿洪姆王朝的土丘墓葬系统（文，2024年）
- 印度马拉塔军事景观（文，2025年）

8项自然遗产
- 加济兰加国家公园（自，1985年）
- 马纳斯野生动植物保护区（自，1985年）
- 凯奥拉德奥国家公园（自，1985年）
- 孙德尔本斯国家公园（自，1987年）
- 楠達戴維山國家公園和花谷國家公園（自，1988年，2005年）
- 西高止山脉（自，2012年）
- 大喜马拉雅山脉国家公园（自，2014年）
- 干城章嘉国家公园（自，2016年）

## 印度尼西亞（10项）
6项文化遗产
- 婆羅浮屠寺廟群（文，1991年）
- 巴兰班南寺院群（文，1991年）
- 桑义兰早期人类遗址（文，1996年）
- 峇里省文化景觀：以蘇巴克為三界和諧哲學的載體（文，2012年）
- 沙哇倫多的翁比林煤礦遺產（文，2019年）
- 日惹的宇宙中轴线及其历史地标（文，2023年）

4项自然遗产
- 乌戎库隆国家公园（自，1991年）
- 科莫多国家公园（自，1991年）
- 洛伦茨国家公园（自，1999年）
- 苏门答腊的热带雨林遗产（自，2004年）

## 伊朗（29项）
27项文化遗产
- 恰高·占比尔（文，1979年）
- 波斯波利斯（文，1979年）
- 伊斯法罕的伊玛目广场（文，1979年）
- 塔赫特苏莱曼（文，2003年）
- 帕萨尔加德（文，2004年）
- 巴姆及其文化景观（文，2004年）
- 苏丹尼耶（文，2005年）
- 贝希斯敦（文，2006年）
- 伊朗的亚美尼亚修道院群（文，2008年）
- 舒希达历史水力系統（文，2009年）
- 阿尔达比勒市的谢赫萨菲·丁圣殿与哈内加建筑群（文，2010年）
- 大不里士历史巴扎建筑群（文，2010年）
- 波斯园林（文，2011年）
- 伊斯法罕聚禮清真寺（文，2012年）
- 贡巴德·卡武斯高塔（文，2012年）
- 古列斯坦宮（文，2013年）
- 被焚之城（文，2014年）
- 梅满德文化景观（文，2015年）
- 苏萨（文，2015年）
- 波斯坎儿井（文，2016年）
- 亚兹德历史城区（文，2017年）
- 法尔斯地区的萨珊王朝考古遗址（英语：Sassanid Archaeological Landscape of Fars Region）（文，2018年）
- 伊朗纵贯铁路（文，2021年）
- 豪拉曼/乌拉玛纳特文化景观（文，2021年）
- 波斯商队驿站（文，2023年）
- 埃克巴坦那（文，2024年）
- 霍拉马巴德谷地的史前遗址（文，2025年）

2项自然遗产
- 卢特沙漠（自，2016年）
- 希尔卡尼亚森林（自，2019年）

## 日本（26项）
21项文化遗产
（其中1项与法国、瑞士、比利时、德国、阿根廷、印度共有）。
- 法隆寺地區的佛教古跡（文，1993年）
- 姬路城（文，1993年）
- 古京都遺址（京都、宇治和大津市）（文，1994年）
- 白川鄉與五箇山的合掌造聚落（文，1995年）
- 广岛和平纪念馆（原爆圆顶馆）（文，1996年）
- 严岛神社（文，1996年）
- 古奈良的歷史遺跡（文，1998年）
- 日光的神社與寺院（文，1999年）
- 琉球王國的城堡以及相關遺產群（文，2000年）
- 紀伊山地的靈場和參拜道（文，2004年）
- 石见银山（文，2007年）
- 平泉-象徵著佛教淨土的廟宇、園林與考古遺址（文，2011年）
- 富士山-信仰的對象與藝術的源泉（文，2013年）
- 富冈制丝厂及产业遗产群（文，2014年）
- 明治日本的產業革命遺產 煉鐵·鋼鐵、造船、煤炭產業（文，2015年）
- 勒·柯布西耶的建筑作品（文，2016年，与法国、瑞士、比利时、德国、阿根廷、印度共有）
- 「神宿之島」宗像·沖之島及相關遺產群（文，2017年）
- 長崎與天草地區的隱性基督徒關連遺產（文，2018年）
- 百舌鳥-古市古墳群，古日本的墓葬群（文，2019年）
- 日本北部的绳纹史前遗址群（文，2021年）
- 佐渡金山（文，2024年）

5项自然遗产
- 屋久島（自，1993年）
- 白神山地（自，1993年）
- 知床半岛（自，2005年）
- 小笠原群島（自，2011年）
- 奄美大岛、德之岛、冲绳岛北部及西表岛（自，2021年）

## （5项）
3项文化遗产
（其中1项与中国、吉尔吉斯斯坦共有）。
- 霍贾·艾哈迈德·亚萨维陵墓（文，2003年）
- 泰姆格里考古景观岩刻（文，2004年）
- 丝绸之路：长安-天山廊道路网（文，2014年，与中国、吉尔吉斯斯坦共有）

2项自然遗产
（其中1项与土库曼斯坦和乌兹别克斯坦共有）
- 萨雅克－北哈萨克干草原与湖群（自，2008年）
- 图兰的冷冬沙漠（自，2023年，与土库曼斯坦和乌兹别克斯坦共有）

## 基里巴斯（1项）
1项自然遗产
- 菲尼克斯群島保護區（自，2010年）

## （3项）
2项文化遗产
- 高句丽墓葬群（文，2004年）
- 開城歷史建築與遺跡（文，2013年）

1项双重遗产
- 金刚山——海上钻石山（自文，2025年）

## （17项）
15项文化遗产
- 石窟庵和佛国寺（文，1995年）
- 海印寺藏經板殿，高丽大藏经藏经处（文，1995年）
- 宗庙（文，1995年）
- 昌德宫建筑群（文，1997年）
- 华城古堡（文，1997年）
- 庆州历史区（文，2000年）
- 高敞、和顺、江华支石墓地点群（文，2000年）
- 朝鮮王陵（文，2009年）
- 韓國歷史村落：河回村和良洞村（文，2010年）
- 南漢山城（文，2014年）
- 百濟歷史遺迹地區（文，2015年）
- 山寺，韓國的山中寺院（文，2018年）
- 韩国新儒学书院（文，2019年）
- 伽倻古墳群（文，2023年）
- 盘龟川岩刻画（文，2025年）

2项自然遗产
- 济州火山岛和熔岩洞（自，2007年）
- 韩国滩涂（自，2021年）

## （2项）
2项文化遗产
（其中1项与中国、哈萨克斯坦共有）
- 苏莱曼—至圣之山（文，2009年）
- 丝绸之路：长安-天山廊道路网（文，2014年，与中国、哈萨克斯坦共有）

## （4项）
3项文化遗产
- 琅勃拉邦镇（文，1995年）
- 占巴塞文化景观内的瓦普庙和相关古民居（文，2001年）
- 川圹巨石缸遗址——石缸平原（文，2019年）

1项自然遗产
（与越南共有）
- 峰牙-己榜国家公园与欣南诺国家公园（自，2025年，与越南共有）

## 马来西亚（6项）
4项文化遗产
- 馬六甲海峽歷史城市：馬六甲和喬治市（文，2008年）
- 玲瓏谷地考古遺址（文，2012年）
- 尼亞國家公園洞穴考古遺址（文，2024年）
- 马来西亚森林研究院雪兰莪森林公园（文，2025年）

2项自然遗产
- 京那巴鲁國家公園（自，2000年）
- 姆鲁山國家公園（自，2000年）

## 马绍尔群岛（1項）
1项文化遗产
- 比基尼环礁，核试验场（文，2010年）

## 密克羅尼西亞聯邦（1項）
1项文化遗产
- 南马都尔：东密克罗尼西亚庆典中心（文，2016年）

## 蒙古国（6项）
4项文化遗产
- 鄂尔浑谷文化景观（文，2004年）
- 阿爾泰山脈岩畫群（文，2011年）
- 大不儿罕合勒敦山及其周围的神圣景观（文，2015年）
- 鹿石纪念碑及相关青铜时代遗址（文，2023年）

2项自然遗产
（与俄罗斯共有）
- 乌布苏盆地（自，2003年，与俄罗斯共有）
- 達斡里亞自然景觀（自，2017年，与俄罗斯共有）

## 緬甸（2项）
2项文化遗产
- 骠国古城遗址（文，2014年）
- 蒲甘（文，2019年）

## 尼泊尔（4项）
2项文化遗产
- 加德满都谷地（文，1979年）
- 蓝毗尼，佛祖诞生地（文，1997年）

2项自然遗产
- 萨加玛塔国家公园（自，1979年）
- 奇特旺皇家国家公园（自，1984年）

## 新西兰（3项）
2项自然遗产
- 蒂瓦希波乌纳穆—新西兰西南部（自，1990年）
- 紐西蘭亞南極群島（自，1998年）

1项双重遗产
- 汤加里罗国家公园（自文，1990年，1993年）

## 巴基斯坦（6项）
6项文化遗产
- 摩亨佐达罗考古遗迹（文，1980年）
- 塔克西拉（文，1980年）
- 塔克特依巴依佛教遗址和萨尔依巴赫洛（英语：Sahr-i-Bahlol）古遗址 （文，1980年）
- 塔塔城的历史建筑（文，1981年）
- 拉合尔古堡和夏利玛尔公园（文，1981年）
- 罗赫达斯要塞（文，1997年）

## 帛琉（1项）
1项双重遗产
- 洛克群岛-南部泻湖（自文，2012年）

## （1项）
1项文化遗产
- 库克早期农业遗址（文，2008年）

## 菲律賓（6项）
3项文化遗产
- 菲律宾的巴洛克教堂（文，1993年）
- 菲律宾科迪勒拉山的水稻梯田（文，1995年）
- 維甘歷史古城（文，1999年）

3项自然遗产
- 图巴塔哈群礁自然公园（自，1993年）
- 普林塞萨港地下河国家公园（自，1999年）
- 漢密吉伊坦山野生動植物保護區（自，2014年）

## 所罗门群岛（1项）
1项自然遗产
- 东伦内尔岛（自，1998年）

## 斯里蘭卡（8项）
6项文化遗产
- 阿努拉德普勒圣城（文，1982年）
- 波隆纳鲁沃古城（文，1982年）
- 锡吉里耶古城（文，1982年）
- 康提圣城（文，1988年）
- 加勒老城及其堡垒（文，1988年）
- 丹布勒金寺（文，1991年）

2项自然遗产
- 辛哈拉加森林保护区（自，1988年）
- 斯里兰卡中部高地（自，2010年）

## （5項）
3项文化遗产
（其中1项与土库曼斯坦和乌兹别克斯坦共有）
- 萨拉子目古城的原型城市遗址（文，2010年）
- 丝绸之路：扎拉夫尚-卡拉库姆廊道（英语：Silk Roads: Zarafshan-Karakum Corridor）（文，2023年，与土库曼斯坦和乌兹别克斯坦共有）
- 古骨咄文化遗址（文，2025年）

2项自然遗产
- 帕米爾國家公園 （自，2013年）
- 蒂格羅瓦亞·巴爾卡自然保護區（英语：Tigrovaya Balka Nature Reserve）的托喀依林（自，2023年）

## 泰國（8项）
5项文化遗产
- 素可泰歷史城鎮和相關歷史城鎮（文，1991年）
- 阿瑜陀耶古城（文，1991年）
- 班清考古遗址（文，1992年）
- 詩貼古鎮及其相關之陀羅缽地古蹟（文，2023年）
- 普普拉巴特：陀罗钵地时期界石传统的见证（文，2024年）

3项自然遗产
- 童艾-會卡肯野生生物保護區（自，1991年）
- 東巴耶延山－考愛山森林保護區（自，2005年）
- 岗卡章森林保护区（自，2021年）

## （5项）
4项文化遗产
- “古代梅尔夫”国家历史文化公园（文，1999年）
- 庫尼亞烏爾根奇（文，2005年）
- 尼萨的安息要塞（文，2007年）
- 丝绸之路：扎拉夫尚-卡拉库姆廊道（英语：Silk Roads: Zarafshan-Karakum Corridor）（文，2023年，与塔吉克斯坦和乌兹别克斯坦共有）

1项自然遗产
（与哈萨克斯坦和乌兹别克斯坦共有）
- 图兰的冷冬沙漠（自，2023年，与哈萨克斯坦和乌兹别克斯坦共有）

## （6项）
5项文化遗产
（其中1项与哈萨克斯坦和土库曼斯坦共有）
- 伊欽·卡拉內城（文，1990年）
- 布哈拉历史中心（文，1993年）
- 沙赫里萨布兹历史中心（文，2000年）
- 撒马尔罕—文化交汇之地（文，2001年）
- 丝绸之路：扎拉夫尚-卡拉库姆廊道（英语：Silk Roads: Zarafshan-Karakum Corridor）（文，2023年，与塔吉克斯坦和土库曼斯坦共有）

1项自然遗产
（与哈萨克斯坦和土库曼斯坦共有）
- 图兰的冷冬沙漠（自，2023年，与哈萨克斯坦和土库曼斯坦共有）

## （1项）
1项文化遗产
- 洛伊·瑪塔酋長領地（文，2008年）

## 新加坡（1项）
1项文化遗产
- 新加坡植物園（文，2015年）

## 越南（9项）
6项文化遗产
- 顺化古迹建筑群（文，1993年）
- 会安古镇（文，1999年）
- 美山圣地（文，1999年）
- 河内升龙皇城（文，2010年）
- 胡朝时期的城堡（文，2011年）
- 安子、永严、崑山-劫泊建筑和景观群（文，2025年）

2项自然遗产
（其中1项与老挝共有）
- 下龙湾—葛婆群島（自，1994年，2000年）
- 峰牙-己榜国家公园与欣南诺国家公园（自，2003年，2025年，与老挝共有）

1项双重遗产
- 长安名胜群（自文，2014年）